# Wiktorija Kłoczko
Wiktorija Oleksandriwna Kłoczko, ukr. Вікторія Олександрівна Клочко (ur. 2 września 1992) – ukraińska lekkoatletka specjalizująca się w rzucie dyskiem.
Pierwsze międzynarodowe sukcesy odniosła w roku 2009 kiedy to była siódma na mistrzostwach świata juniorów młodszych oraz wygrała olimpijski festiwal młodzieży Europy i gimnazjadę. W 2011 zdobyła w Tallinnie brązowy medal mistrzostw Europy juniorów.
Rekord życiowy: 58,01 (3 lipca 2015, Humań).

## Osiągnięcia
| Rok  | Impreza                               | Miejsce          | Pozycja    | Wynik |
| ---- | ------------------------------------- | ---------------- | ---------- | ----- |
| 2009 | Mistrzostwa świata juniorów młodszych | Tyrol Południowy | 7. miejsce | 48,18 |
| 2009 | Olimpijski festiwal młodzieży Europy  | Tampere          | 1. miejsce | 48,32 |
| 2009 | Gimnazjada                            | Doha             | 1. miejsce | 51,79 |
| 2011 | Mistrzostwa Europy juniorów           | Tallinn          | 3. miejsce | 54,03 |
| 2016 | Puchar Europy w rzutach               | Arad             | 4. miejsce | 53,63 |